# تجفيف محاصيل التمور
تجفيف محاصيل التمور تعتبر عملية التجفيف من أقدم طرق الحفظ الغذائي، كما يشير إليها تاريخ التجفيف حيث عرف منذ أكثر من 4000 سنة. يقصد بعملية تجفيف التمور ( نزع الماء الزائد عن حاجة التمر الناضج ) وعموماً فأن النسبة المسموح بها في التمور ( نسبة الرطوبة ) هي 25 %  لذا يجب نزع الماء الذي يزيد عن هذه النسبة و لكن هنالك حاجة في بعض الصناعات المعتمدة على التمور تحتاج إلى نزع الماء من التمور إلى أكثر من 25 % قد تصل نسبة الرطوبة إلى 12 % ولا بد لنا من شرح بعض الأمور حيث أن نسبة الرطوبة في التمور تتكون من ثلاث أنواع من المياه .
الماء الحر   (  free water )
الماء الاسموزي ( Osmosis water )
الماء المتحد  ( Bound water )
أن عملية التجفيف تؤثر فقط على النوع الأول و الثاني ولا تؤثر على النوع الثالث حيث يقصد بالماء الحر هي المياه التي تكون قريبة من سطح التمرة أو قشرتها و التي تتبخر من خلال سطح التمرة عندما تتعرض التمرة لأي حرارة مباشرة كأشعة الشمس وهذا النوع من المياه يفقد ببساطة من التمور أما النوع الثاني المياه الاسموزية فهي المياه التي تتحرك وتنفذ من خلال الأغشية الخلوية من التركيز العالي إلى التركيز المنخفض في الثمرة ، وعموما ً فأن هذا النوع من المياه يمكن بعملية التجفيف من السيطرة عليها و أزاحتها أما النوع الثالث فهي المياه المتحدة وهذه المياه لا يمكن السيطرة عليها و إزاحتها لأنها من أصل وتركيب التمر ونسبتها بسيطة ولا تحتاج إلى الإزاحة لأن بإزاحتها يتغير تركيب التمر وعلى هذا الأساس ليس هنالك أي مشكله في عملية تجفيف التمور في أقطارنا العربية لأن المعدلات الحرارية فيها عالية ولكن هنالك استثناءات لبعض الأصناف مثل الصنف مدجول والصنف كاليفورنيا كما يسميه البعض في الأردن يحتاج إلى عملية تجفيف صناعي لأسباب سنذكرها لا حقا ً كما أن هنالك استثناءات أخرى لمناخ بعض الدول كالأردن و فلسطين ، مصر ، المغرب ، تونس ، أمريكا ، لأن موعد نضوج التمر وتجفيفه لا يتناسب مع فترت تساقط الأمطار لذا تحتاج هذه الدول إلى عملية تجفيف صناعي للتمور ، وكذلك الدول التي تكون فيها نسبة الرطوبة عالية مثل بعض دول الخليج العربي حيث يتساقط التمر قبل أوانه نتيجة الرطوبة ، لذا يحتاج إلى عملية إنضاج وتجفيف.
أسباب تجفيف التمور
تحتاج بعض أصناف التمور إلى معدلات حرارية أعلى لا تتوفر أثناء الموسم
أن ثمار تمر المدجول لا تستوي أو تنضج بصورة متساوية.
ثمرة المدجول كبيرة وثقيلة 34 – 40 غرام لذا فأنها تتساقط قبل عملية جفافها الكامل داخل الكيس.
أن عملية التجفيف تخفف من نشاط الأحياء المجهرية و نموها كما أنها تقلل من التفاعلات الكيماوية.
أن عملية التجفيف تقلل من كلف الخزن.
أن عملية التجفيف تحافظ على نوعية التمور بعد عملية الغسيل.
أن عملية التجفيف تسيطر على فعالية الماء ( النشاط المائي ) بحيث يصبح الماء عازل مثالي ضمن ظروف الاتزان.
أنواع التجفيف
تقسم أنواع التجفيف إلى نوعين هما:
التجفيف الشمسي :  ( التجفيف الطبيعي ) يعتمد التجفيف الشمسي على حرارة و أشعة الشمس كمصدر طبيعي للحرارة كما يستخدم الهواء الطبيعي لامتصاص ونقل الرطوبة من التمور وبذلك نكون قد تخلصنا من الرطوبة الزائدة و عموما ً فأن أصحاب التمور يجففون تمورهم في فضاء منعزل في البستان.
التجفيف الصناعي :  ( المجففات الصناعية ) يعتمد التجفيف الصناعي للتمور على المجففات و التي تعتمد أساسا ً على الوقود أو الكهرباء ، وهي ذات أشكال و أحجام مختلفة وذات صفات نوعية مختلفة و التي تحافظ على القيمة الغذائية للتمور كالسيطرة على درجة حرارة التجفيف ، سرعة الهواء ، الرطوبة النسبية المنخفضة ضمن محيط التخزين.